# So Am I (cântec de Ava Max)
„So Am I” este o piesă a cântăreței americane Ava Max, lansată pe 7 martie 2019, prin Atlantic Records, ca al doilea single de pe albumul ei de studio de debut, Heaven & Hell (2020). Piesa a fost scrisă de Max, Charlie Puth, Maria Jane Smith, Victor Thell, Gigi Grombacher, Roland Spreckley și producătorul Cirkut. Este o piesă electropop care discută despre importanța iubirii de sine, a faptului de a fi un marginalizat și de a nu te încadra în societate. O versiune remixată a piesei cu trupa sud-coreeană NCT 127⁠(d) a fost lansată pe 3 iulie 2019, cu versuri rap suplimentare interpretate în engleză și coreeană.
La lansare, „So Am I” a ajuns pe locul 13 în clasamentul UK Singles Chart și pe locul 14 în clasamentul australian ARIA Singles Chart. De asemenea, a ajuns pe locul cinci în topul Billboard Dance Club Songs. Piesa a fost certificată triplu platină în Polonia, dublu platină în Australia și a primit certificate de platină în Statele Unite, Brazilia, Canada, Danemarca și Elveția. Videoclipul regizat de Isaac Rentz⁠(d) a fost lansat pe 7 martie 2019, prezentând-o pe Max cântând într-o școală cu elevi; conceptul a fost ales de Max pentru a reprezenta tema hărțuirii.

## Context
Pentru câteva săptămâni, Max a anunțat lansarea piesei „So Am I” pe Twitter, încurajându-și fanii să partajeze poze cu ei înșiși pentru a „arăta lumii ce te face diferit” folosind hashtagul #SoAmI. Piesa a fost lansată pe 7 martie 2019 pentru descărcare digitală și streaming, iar la posturile de radio contemporane din Statele Unite pe 25 iunie 2019. Piesa a fost co-scrisă de Charlie Puth, Maria Jane Smith, Victor Thell, Gigi Grombacher, Roland Spreckley și producătorul Cirkut.
Pe 2 iulie 2019, Max a anunțat un remix cu trupa sud-coreeană NCT 127⁠(d), prezentând și coperta oficială, care semăna cu un anuar de liceu. Acesta a fost lansat pe 3 iulie 2019. Mark și Taeyong⁠(d) interpretează versuri rap noi, care afirmă viața, în engleză și coreeană, la jumătatea piesei, înainte ca Jaehyun să o acompanieze pe Max în timpul refrenului. Atât Mark, cât și Doyoung interpretează și voci de fundal⁠(d) pe tot parcursul remixului.

## Compoziție
„So Am I” este o piesă electropop, descrisă drept un „imn motivațional de acceptare de sine”. Conform partiturii melodiei publicată pe Musicnotes.com, piesa are o măsură de 4/4, cu un tempo de 130 de bătăi pe minut, fiind compusă în tonalitatea Sol bemol major. Vocea lui Max pe piesă variază de la nota joasă G♭3 la nota înaltă E♭5, iar piesa este construită în formă strofă-refren. Melodia a fost înregistrată în fragmente de-a lungul mai multor zile. Potrivit lui Max, versurile sunt despre „iubirea de sine, a fi diferit, a fi un marginalizat și a nu te încadra în formatul în care societatea vrea să ne pună”.

## Recepție critică
Michael Silva de la Billboard a descris piesa ca fiind un „imn pop captivant” cu versuri despre „a naviga prin adolescență”. Markos Papadatos de la Digital Journal a descris vocea lui Max ca fiind „clară, liniștitoare și expresivă” și a lăudat producția piesei care are „refrene captivante și un ritm antrenant care îi va inspira pe ascultători să se ridice și să danseze”. A încheiat prin compararea „mesajului de speranță și optimism” al piesei cu piesa ei din 2018, „Sweet but Psycho”. Scriind pentru The Guardian, Michael Cragg a descris „So Am I” drept un imn al celor „ciudați și diferiți” în timp ce Helena Wadia de la Evening Standard a criticat piesa ca fiind „lipsită de nuanțe”, deși a recunoscut că este „un imn entuziasmant după câteva ascultări”.
Scriind despre remixul piesei, Madeline Roth de la MTV News a lăudat apariția specială a trupei NCT 127, menționând că „adaugă o vibrație mai puternică și optimistă cu un vers nou despre aprecierea cuiva care își îmbrățișează originalitatea”.

## Performanța comercială
„So Am I” a debutat în clasamentul UK Singles Chart pe locul 50 în săptămâna publicată pe 21 martie 2019. Piesa a ajuns pe locul 13 pe data de 26 aprilie 2019, după ce a petrecut 16 săptămâni în clasament. A fost ulterior certificată platină de către British Phonographic Industry (BPI) pe 1 ianuarie 2021, pentru vânzări de 600.000 de unități echivalente. Piesa a ocupat locul 1 în clasamentul polonez Airplay Top 100, unde a primit certificarea triplu platină pe 13 ianuarie 2021. Melodia a atins locul doi în Norvegia, unde a fost prezentă în clasament timp de 18 săptămâni. „So Am I” a ocupat locul cinci în Scoția, petrecând în total 16 săptămâni în clasament. În Finlanda, piesa a intrat în clasament pe locul opt, fiind certificată platină în Elveția și Danemarca, intrând în top 20 în ambele țări.  
„So Am I” a ajuns pe locul cinci în clasamentul US Dance Club Songs din data de 6 iulie 2019, primind ulterior certificarea de platină de către Recording Industry Association of America (RIAA) pe 6 iulie 2022, pentru vânzări de 1.000.000 de unități echivalente în SUA. În Canada, piesa a primit certificarea de platină de către Music Canada (MC) pentru vânzări de 80.000 de unități echivalente. În Australia, „So Am I” a debutat pe locul 29 în clasamentul ARIA Singles Chart pe 7 aprilie 2019. Piesa a atins locul 14 în clasament pe data de 5 mai 2019 și a petrecut 13 săptămâni în lista respectivă. A fost certificată platină dublu de către Australian Recording Industry Association (ARIA) pentru vânzări de peste 140.000 de unități în Australia. 

## Videoclip

### Fundal și recepție
Videoclipul regizat de Isaac Rentz⁠(d) a fost lansat în același timp cu piesa și încărcat pe YouTube pe 7 martie 2019. Max a descris locația videoclipului: „De fapt, l-am filmat într-o școală din cauza hărțuirii care se întâmplă acolo. Acolo începe totul. Acolo mulți oameni sunt răniți. Am vrut ca povestea să se concentreze pe toți marginalizații și pe toată diversitatea pentru a arăta că suntem toți uniți. E în regulă să fii diferit. În general, cred că societatea vrea să ne bage într-un tipar, iar eu nu cred că ar trebui să ne conformăm. Ar trebui să ne facem propriul drum.” De asemenea, a recunoscut că a fost hărțuită în clasa a VII-a, drept urmare a ripostat împotriva agresorului și a fost exmatriculată. Issei Honke de la Billboard Japan a comparat videoclipul cu cel al piesei „...Baby One More Time” a lui Britney Spears din 1998, menționând că ambele artiste și-au prezentat personalitatea în timp ce dansau pe o scenă de școală în uniformă. Din iulie 2024, videoclipul are peste 275 de milioane de vizualizări pe YouTube. Un al doilea videoclip realizat de fani a fost lansat pe 12 iunie 2019, prezentând 15 fani germani aleși personal de Max din cadrul concursului #SoAmIFanVideo. Videoclipul a fost filmat în interiorul YouTube Space Berlin.

### Rezumat
Videoclipul începe cu Max mergând pe un culoar al școlii, îmbrăcată într-o cămașă cu dungi negre și roșii și o rochie neagră. Deschide un vestiar și începe să cânte pe măsură ce merge pe hol, în timp ce elevii intră în clasele lor. Max dansează alături de două fete îmbrăcate în uniforme de școală catolică, apoi interpretează o coregrafie pe terenul de joacă împreună cu alți 6 elevi, purtând o cămașă albă. Imagini cu diferiți elevi sunt intercalate pe tot parcursul dansului.
Videoclipul continuă cu Max așezată pe catedră, în timp ce pe tablă scrie „Pedeapsă” (sau „Rămânere după ore”). Elevii se uită unii la alții pe când ea dansează în jurul lor. În scena următoare, Max poartă un sacou negru peste o cămașă roșie și dansează într-un stadion de fotbal înconjurată de mulți elevi. Apoi, este văzută purtând căști roșii Beats by Dre⁠(d) în timp ce stă lângă un perete. Secvența finală o arată pe Max mergând pe teren cu elevii, care socializează unii cu alții așezați. Ea cântă o notă înaltă (o „belting”) pe teren, în timp ce elevii stau într-o linie orizontală, ținându-și mâna dreaptă sub gură, cu mesajul „So Am I” (Și eu sunt așa) scris cu cerneală neagră. La capătul liniei, Max își duce mâna dreaptă la frunte și cade pe spate.

## Interpretări live
Pe 29 Aprilie 2019, Max a interpretat „So Am I” într-un mix cu „Sweet but Psycho” în cadrul  emisiunii matinale Sunrise de la Seven Network, marcând prima ei apariție televizată în Australia. De asemenea, a cântat piesa într-un mix cu „Sweet but Psycho” și „Salt” (2019) la festivalul Wango Tango⁠(d) pe 1 iunie 2019. Ținuta ei a constat dintr-o ținută Zemeta mov-verde cu mâneci lungi, pantaloni din piele neagră, cizme stiletto marca Steve Madden argintii și un trenci iridescent de la Avec Les Filles. Max a apărut în finala sezonului șase de la The Voice van Vlaanderen pentru a interpreta „So Am I” într-un mix cu „Sweet but Psycho” pe 17 mai 2019. În cadrul evenimentului Summertime Ball din 2019, găzduit de Capital FM pe 8 iunie, a interpretat piesa „So Am I” într-un mix cu „Sweet but Psycho”. Pe 5 august 2019, Max a interpretat piesa la emisiunea Jimmy Kimmel Live!⁠(d), purtând o ținută din PVC albastru formată dintr-un trenci și pantaloni cu talie înaltă. De asemenea, a purtat un top scurt argintiu și pantofi cu platformă, aceștia din urmă având șireturi negre în față și trei curele cu cataramă pe lângă gambe. Max a interpretat „So Am I” la Jingle Bell Ball⁠(d) din 2019 pe 7 decembrie, piesa fiind inclusă într-un mix cu „Sweet but Psycho” și „Torn” (2019), alături de alți artiști precum The Script, Rita Ora, Regard⁠(d) și Mabel.

## Lista de piese
| Digital download / streaming] 1. „So Am I” 3:04 Digital download / streaming - NCT 127 remix 1. „So Am I” (NCT 127 Remix) 3:05 Digital download / streaming - Majestic remix 1. „So Am I” (Majestic Remix) 4:21 Digital download / streaming - Deepend remix 1. „So Am I” (Deepend Remix) 2:42 Digital download / streaming - Jengi remix 1. „So Am I” (Jengi Remix) 2:52 | Digital download / streaming - Toby Green remix 1. „So Am I” (Toby Green Remix) 2:46 Digital download / streaming - Steve Void remix 1. „So Am I” (Steve Void Remix) 3:07 Digital download / streaming - Martin Jensen remix 1. „So Am I” (Martin Jensen Remix) 3:24 Digital download / streaming - Zane Lowe remix 1. „So Am I” (Zane Lowe Remix) 3:58 Spotify streaming] 1. „So Am I” 3:03 2. „Sweet but Psycho” 3: 07 |

## Credite și personal
Credite adaptate de la Tidal.
- Amanda Ava Koci voce, compoziție
- Henry Walter compoziție, producție, programare, instrumente
- Maria Jane Smith compozitoare
- Victor Thell compozitor
- Martin Sue songwriting[a]
- Gigi GrombacherFormat:Spaced en dash compozitor
- Roland Spreckley{Format:Spaced en dash songwriting
- Itai SchwartzFormat:Spaced en dash inginerie

## Grafice
| Chart (2019)                         | Peak position |
| ------------------------------------ | ------------- |
| Bolivia Anglo (Monitor Latino)       | 5             |
| China Airplay/FL (Billboard)         | 9             |
| Estonia (Eesti Tipp-40)              | 18            |
| Germany Airplay (BVMI)               | 1             |
| Greece (IFPI)                        | 41            |
| Iceland (Tonlist)                    | 11            |
| Lebanon (OLT20 English Chart)        | 18            |
| Lithuania (AGATA)                    | 23            |
| Luxembourg Digital Songs (Billboard) | 6             |
| Malaysia (RIM)                       | 14            |
| Mexico Airplay (Billboard)           | 13            |
| Romania (Airplay 100)                | 69            |
| Singapore (RIAS)                     | 20            |
| Slovenia (SloTop50)                  | 6             |
| US Pop Airplay (Billboard)           | 43            |
| Venezuela Anglo (Record Report)      | 53            |

| Chart (2019)                         | Position |
| ------------------------------------ | -------- |
| Australia (ARIA)                     | 95       |
| Belgium (Ultratop Flanders)          | 35       |
| CIS (Tophit)                         | 110      |
| Denmark (Tracklisten)                | 67       |
| France (SNEP)                        | 179      |
| Germany (Official German Charts)     | 96       |
| Hungary (Dance Top 40)               | 85       |
| Hungary (Rádiós Top 40)              | 96       |
| Hungary (Single Top 40)              | 65       |
| Iceland (Plötutíðindi)               | 49       |
| Netherlands (Dutch Top 40)           | 39       |
| Netherlands (Single Top 100)         | 79       |
| Poland (ZPAV)                        | 13       |
| Russia Airplay (Tophit)              | 160      |
| Slovenia (SloTop50)                  | 14       |
| Sweden (Sverigetopplistan)           | 78       |
| Switzerland (Schweizer Hitparade)    | 54       |
| Ukraine Airplay (Tophit)             | 70       |
| UK Singles (Official Charts Company) | 82       |

| Chart (2020)           | Position |
| ---------------------- | -------- |
| Hungary (Dance Top 40) | 33       |

| Chart (2021)           | Position |
| ---------------------- | -------- |
| Hungary (Dance Top 40) | 92       |

## Certificații
| Regiune                                                    | Certificări | Vânzări                                     |
| ---------------------------------------------------------- | ----------- | ------------------------------------------- |
| Australia (ARIA)                                           | 2× Platinum | 140.000^                                    |
| Austria (IFPI Austria)                                     | Platinum    | 30.000x                                     |
| Belgia (BEA)                                               | Gold        | 15.000*                                     |
| Brazilia (ABPD)                                            | 2× Platinum | Eroare de expresie: operand lipsă pentru ** |
| Canada (Music Canada)                                      | Platinum    | 10.000^                                     |
| Danemarca (IFPI Denmark)                                   | Platinum    | 0^                                          |
| Franța (SNEP)                                              | Platinum    | 250.000*                                    |
| Germania (BVMI)                                            | Gold        | 150.000^                                    |
| Italia (FIMI)                                              | Gold        | 15.000*                                     |
| Norvegia (IFPI Norway)                                     | 3× Platinum | 30.000*                                     |
| Polonia (ZPAV)                                             | 3× Platinum | Eroare de expresie: operand lipsă pentru ** |
| Portugalia (AFP)                                           | Gold        | 10.000x                                     |
| Spania (PROMUSICAE)                                        | Gold        | 20.000^                                     |
| Elveția (IFPI Switzerland)                                 | Platinum    | 30.000x                                     |
| Regatul Unit (BPI)                                         | Platinum    | 600.000^                                    |
| Statele Unite (RIAA)                                       | Platinum    | 1.000.000^                                  |
| xcifrele nespecificate sunt bazate pe un singur certificat |             |                                             |

## Istoricul lansării
| Regiune                    | Data             | Format(e)                  | Versiune               | Etichetă(e) | Ref.   |
| -------------------------- | ---------------- | -------------------------- | ---------------------- | ----------- | ------ |
| Diverse                    | 7 martie 2019    | Digital download streaming | Original               | Atlantic    | [ 34 ] |
| 18 aprilie 2019            | Majestic remix   | [ 36 ]                     |                        |             |        |
| 25 aprilie 2019            | Deepend remix    | [ 37 ]                     |                        |             |        |
| May 9, 2019                | Jengi remix      | [ 38 ]                     |                        |             |        |
| 23 mai 2019                | Toby Green remix | [ 39 ]                     |                        |             |        |
| Italia                     | 24 mai 2019      | Radio airplay              | Original               | Warner      | [ 99 ] |
| Diverse                    | June 6, 2019     | Digital download streaming | Steve Void Dance remix | Atlantic    | [ 40 ] |
| Canada                     | 19 iunie 2019    | Contemporary hit radio     | Original               | [ 100 ]     |        |
| Statele Unite ale Americii | 25 iunie 2019    | [ 101 ]                    |                        |             |        |
| Diverse                    | 27 iunie 2019    | Digital download streaming | Martin Jensen remix    | [ 41 ]      |        |
| 3 iulie 2019               | NCT 127 remix    | [ 35 ]                     |                        |             |        |
| 25 iulie 2019              | Zane Lowe remix  | [ 42 ]                     |                        |             |        |